# Liste des citoyens d'honneur de Mannheim

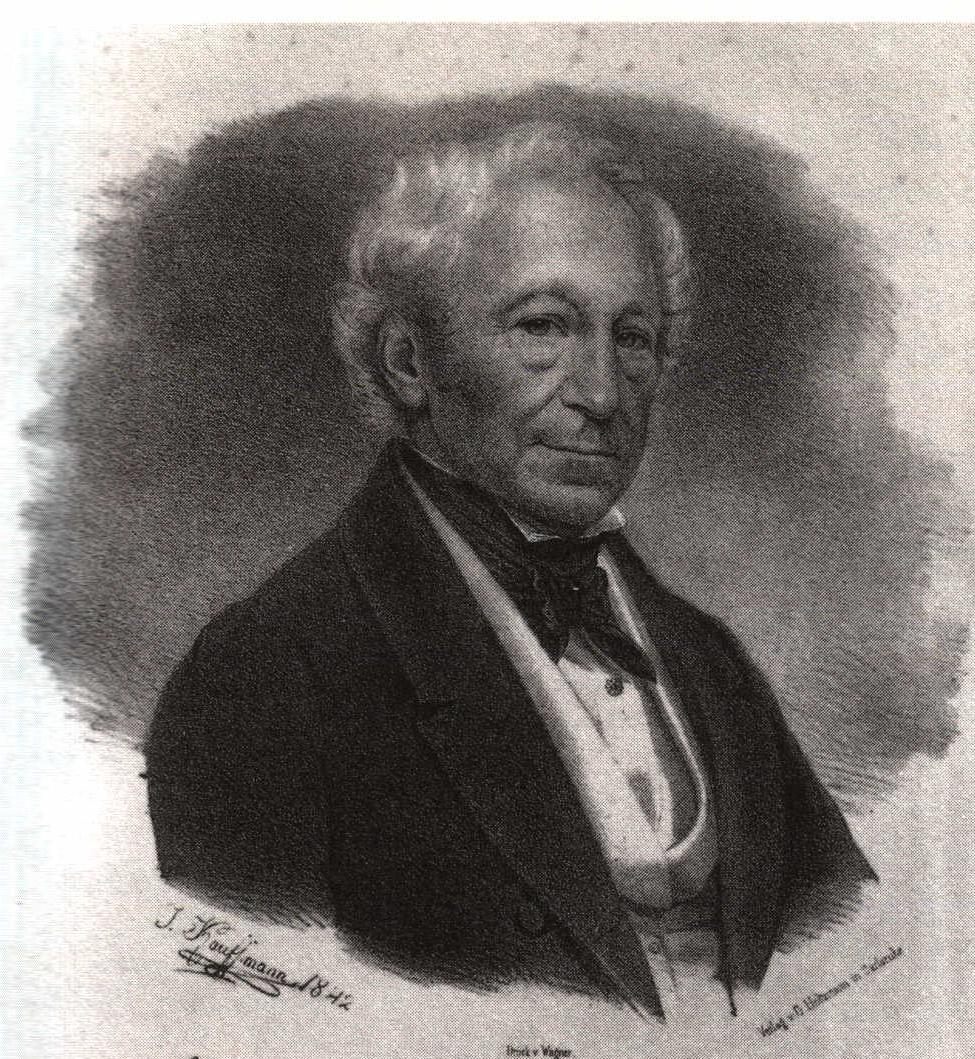
Johann Adam von Itzstein

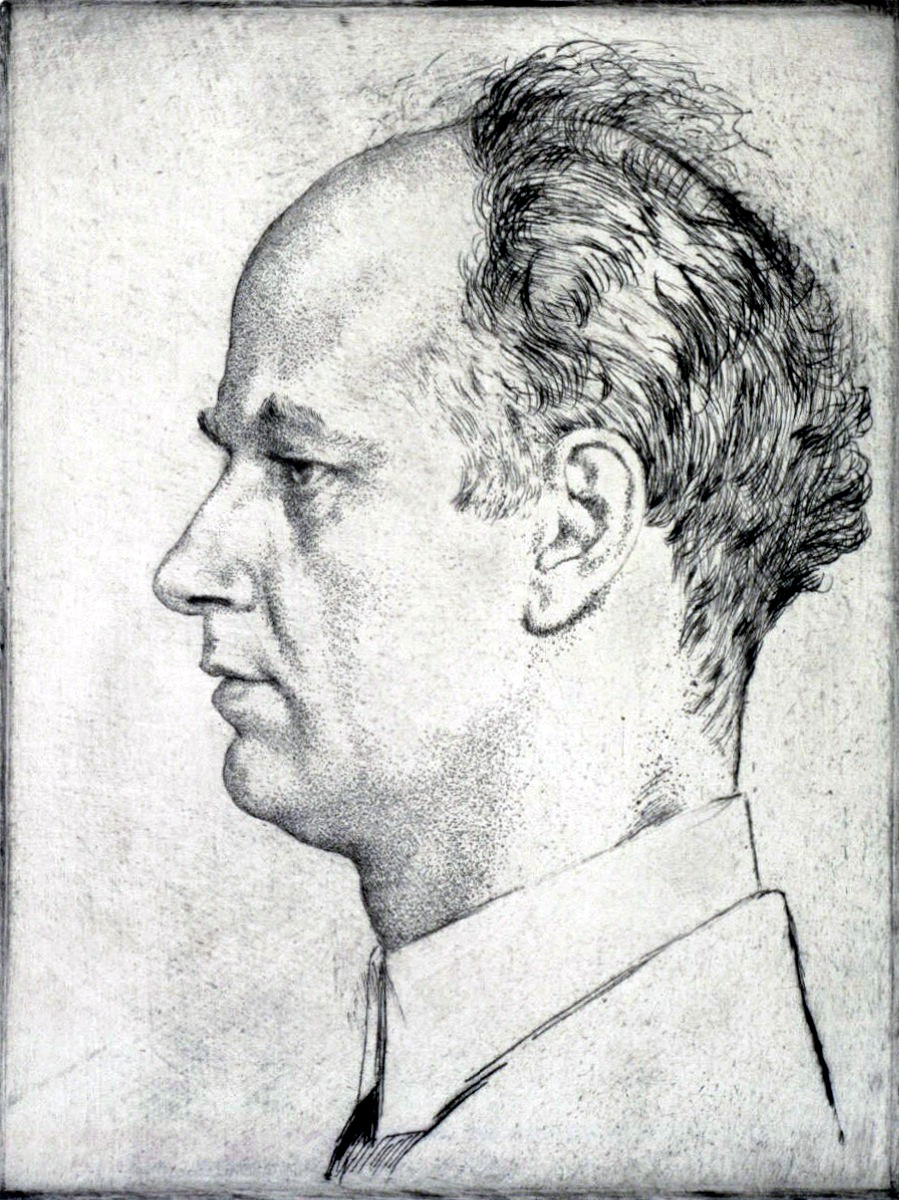
Wilhelm Furtwängler

Depuis 1820, la ville de Mannheim, dans le Bade-Wurtemberg (Allemagne) décerne le titre de citoyen d'honneur (Ehrenbürger) à des personnalités qui ne sont pas forcément nées à Mannheim et qui n'y ont pas forcément vécu, mais dont l'œuvre a joué un rôle significatif dans la vie de la ville.
Ces personnes sont classées dans l'ordre chronologique de l'attribution de ce titre ; c'est la date mentionnée au début de chaque ligne.
- 1820 Reinhard Freiherr von Berstett, ministre d'État du Bade-Wurtemberg (1769 - 1837)
- 1824 Philipp Freiherr von Hertling, conseiller d'arrondissement (1772 - 1854)
- 1824 Philipp Anton von Jagemann, directeur de la ville (1780 - 1850)
- 1827 Karl Wilhelm Ludwig Friedrich Drais Freiherr von Sauerbronn, président de la haute cour de justice (1755 - 1830)
- 1830 Sigmund Freiherr von Gemmingen-Hornberg zu Treschklingen, Kommandeur de l'armée (1777 - 1843)
- 1835 Mathias Föhrenbach, député du Bade-Wurtemberg (1767 - 1841)
- 1835 Johann Adam von Itzstein, député du Bade-Wurtemberg (1775 - 1855)
- 1835 Sigmund Mohr, député du Bade-Wurtemberg (1783 - 1860)
- 1837 Karl Felix Brunner, conseiller ministériel (1803 - 1857)
- 1860 Anton Stabel, ministre de la justice du Bade-Wurtemberg (1806 - 1880)
- 1862 Maximilian Joseph von Chelius, chirurgien et ophtalmologiste (1794 - 1876)
- 1866 August Lamey, ministre de l'intérieur du Bade-Wurtemberg (1816 - 1896)
- 1891 Eduard Moll, maire principal (Oberbürgermeister) (1814 - 1896)
- 1895 Otto von Bismarck, chancelier du Reich (1815 - 1898)
- 1901 Carl Reiß, entrepreneur (1843 - 1914)
- 1903 Philipp Diffené, président de la chambre des commerces (1833 - 1903)
- 1907 August Eisenlohr (politicien), ministre de l'intérieur du Bade-Wurtemberg (1833 - 1916)
- 1907 Carl Ladenburg, banquier (1827 - 1909)
- 1907 Max Seubert, Präsident des Altertumvereins (1837 - 1914)
- 1907 Wilhelm Wundt, psychologue (1832 - 1920)
- 1910 Julia Lanz, entrepreneur (1843 - 1926)
- 1913 Anna Reiß, mécène (1836 - 1915)
- 1929 Albert Bassermann, acteur (1867 - 1952)
- 1929 Wilhelm Furtwängler, dirigent (1886 - 1954)
- 1949 Joseph Bauer, prélat et doyen de la ville (1864 - 1951)
- 1949 Max Hachenburg, juriste (1860 - 1951)
- 1949 Richard Lenel, président de la chambre des commerces (1869 - 1950)
- 1949 Sigmund Schott, statisticien (1868 - 1953)
- 1949 Friedrich Walter, historien (1870 - 1956)
- 1954 Fritz Marguerre, ingénieur (1878 - 1964)
- 1954 Franz Schnabel, historien (1887 - 1966
- 1954 Florian Waldeck, juriste (1886 - 1960)
- 1955 Hermann Heimerich, maire principal (1885 - 1963)
- 1957 Richard Böttger, Sozialbürgermeister (1873 - 1957)
- 1957 Hans Leonhard Hammerbacher, président de la chambre des commerces et de l'industrie (1893 - 1964)
- 1964 August Kuhn, directeur de l'agence pour l'emploi (1886 - 1964)
- 1964 Jakob Trumpfheller, maire, premier Bürgermeister (1887 - 1975)
- 1970 Carlo Schmid, ministre fédéral (1896 - 1979)
- 1972 Hans Reschke, maire principal (1904 - 1995)
- 1980 Ludwig Ratzel, maire principal (1915 - 1996)
- 1982 Walter Krause, premier ministre par intérim du Bade-Wurtemberg (1912 - 2000)
- 1999 Heinrich Vetter, entrepreneur (1910 - 2003)
- 2008 Gerhard Widder, maire principal (1940 - )

## Crédit d'auteurs
- (de) Cet article est partiellement ou en totalité issu de l’article de Wikipédia en allemand intitulé « Liste der Ehrenbürger von Mannheim » (voir la liste des auteurs).